# 韦姆丁
韦姆丁（德語：Wemding，發音：[ˈvɛmdɪŋ] ⓘ）是德国巴伐利亚州施瓦本行政区多瑙-里斯县的城市，面积31.6平方千米，2023年12月31日人口为5,860人。